# Felix-Raymond-Marie Rouleau
Félix-Raymond-Marie Rouleau, OP (6 de abril de 1866 - 30 de maio de 1931) foi um cardeal canadense da Igreja Católica Romana. Ele serviu como arcebispo de Quebec desde 1926 até sua morte, e foi elevado ao cardinalato em 1927.

## Início da vida
Um dos onze filhos, Félix Rouleau nasceu em L'Isle-Verte, Quebec, para Félix Rouleau e Luce Irvine. Seu pai era fazendeiro e sua mãe era descendente de escoceses. Ele freqüentou o seminário de Rimouski de 1879 a 1885, e se juntou à Ordem dos Pregadores (mais comumente conhecida como os dominicanos) em Saint-Hyacinthe em 8 de dezembro de 1886.
Tomando o nome de Raymond-Marie, Rouleau emitiu seus votos finais em 3 de agosto de 1888. Estudou teologia sob Antonin Sertillanges no mosteiro dominicano em Corbara, na ilha da Córsega. Ele fez seus votos finais em 4 de agosto de 1891.

## Sacerdócio
Rouleau foi ordenado ao sacerdócio pelo Bispo Paul-Matthieu de La Foata em 31 de julho de 1892. Após seu retorno ao Canadá em 1894, atuou como professor e mestre de noviços no Dominicana noviciado em Saint-Hyacinthe até 1897. Ele também foi diretor de estudos (1897–1898) e regente de estudos (1898–1900) no noviciado.
De 1900 a 1909, Rouleau foi prior do convento dominicano em Ottawa, onde também atuou como regente de estudos, diretor de retiros espirituais e professor de teologia moral e pastoral, Sagrada Escritura e direito canônico. Frequentou o Conselho Plenário do Quebec em 1909 e foi conselheiro na Delegação Apostólica no Canadá. Rouleau também foi um defensor em nome da comunidade franco-ontariana na disputa sobre o Regulamento 17, que proibia a instrução francesa em escolas de Ontário. Ele serviu como superior provincial dos dominicanos no Canadá de 1919 a 1923.

## Carreira episcopal
Em 9 de março de 1923, Rouleau foi nomeado o segundo bispo de Valleyfield pelo papa Pio XI. Ele recebeu sua consagração episcopal no dia 22 de maio do arcebispo Pietro di Maria, com os bispos Félix Couturier, OP e Georges Gauthier servindo como co-consagradores.
Mais tarde, Rouleau foi nomeado o sétimo arcebispo de Quebec em 9 de julho de 1926. Pio XI criou o Cardeal Sacerdote de San Pietro in Montorio no consistório de 19 de dezembro de 1927. Ele foi o terceiro canadense elevado ao Colégio dos Cardeais, depois de Elzéar. Alexandre Taschereau e Louis Nazaire Bégin. Em 1930, ele foi perigosamente machucado e cortado quando uma explosão atingiu seu motor em uma vala perto de Levis; ele recebeu Extrema Unção, mas depois convalesceu.
Rouleau morreu de angina pectoris em sua residência episcopal, aos 65 anos. Ele está enterrado na Catedral de Notre-Dame de Québec.